# Onofre
Genre
Onofre est un genre d'araignées aranéomorphes de la famille des Salticidae.

## Distribution
Les espèces de ce genre sont endémiques du Brésil.

## Liste des espèces
Selon World Spider Catalog (version 18.0, 28/04/2017) :
- Onofre carnifex Ruiz & Brescovit, 2007
- Onofre necator Ruiz & Brescovit, 2007
- Onofre sibilans Ruiz & Brescovit, 2007

## Publication originale
- Ruiz & Brescovit, 2007 : Onofre, a new genus of jumping spider from Brazil (Araneae, Salticidae). Bulletin of the British Arachnological Society, vol. 14, no 2, p. 77-80.